# Wëlleschbaach
Wëlleschbaach – mały, naturalny ciek w południowo-zachodnim Luksemburgu, w dystrykcie Luksemburg, w kantonie Capellen, na obszarze gmin Mamer i Garnich, w zlewisku Morza Północnego, w dorzeczu Renu. Początek bierze na wschód od miejscowości Garnich. Uchodzi do rzeki Mamer, stanowiąc jej lewostronny dopływ, na wysokości 299,6 m n.p.m. Ujście znajduje się na zachodnich obrzeżach miejscowości Holzem, w pobliżu zabudowy przy ulicy Rue de Moulin.
Wëlleschbaach płynie w kierunku południowo-wschodnim. W górnym odcinku ciek biegnie równoleżnikowo na wschód. Zlewnia zajmuje powierzchnię ok. 1,4 km². Ma charakter typowo rolniczy.